# WASP-167/KELT-13
WASP-167, även känd som KELT-13 eller CD-34 8618,  är en ensam stjärna i norra delen av stjärnbilden Kentauren. Den har en skenbar magnitud av ca 10,52 och är kräver ett teleskop för att kunna observeras. Baserat på parallax enligt Gaia Data Release 3 på ca 2,4 mas, beräknas den befinna sig på ett avstånd på ca 1 350 ljusår (ca 413 parsek) från solen. Den rör sig närmare solen med en heliocentrisk radialhastighet på ca -0,5 km/s.

## Egenskaper
WASP-167 är en gul till vit stjärna i huvudserien av spektralklass F1 V. Den har en massa som är ca 1,6 solmassa, en radie som är ca 1,9 solradie och har ca 8,3 gånger solens utstrålning av energi från dess fotosfär vid en effektiv temperatur av ca 6 900 K. WASP-167 har ett järnöverskott på 26 procent över solens nivå, vilket gör den metallberikad, vilket är vanligt bland planetvärdar. Stjärna har vid en ålder av ca 1 miljard år slutfört 63 procent av dess livslängd i huvudserien. Liksom många heta stjärnor roterar WASP-167 snabbt och har en projicerad rotationshastighet på 52 km/s, vilket innebär att den slutför en rotation på mindre än 2 dygn.

## Planetsystem
En exoplanet i form av en het Jupiter upptäcktes i en snäv, 2-dygns mot stjärnan retrograd bana av SuperWASP och KELT. WASP-167 observerades ha icke-radiella pulseringar, vilket kan orsakas av planetens snäva omloppsbana. Planetens jämviktstemperatur är 1 021 ± 19 K och är nästan tidvattenlåst, liknande Merkurius.
| Planet | Massa  | Halv storaxel (AE)    | Siderisk omloppstid (d) | Excentricitet | Inklination | Radie          |
| ------ | ------ | --------------------- | ----------------------- | ------------- | ----------- | -------------- |
| b      | < 8 MJ | 0,0365+0,0006 −0,0018 | 2,0219570 ± 0,0000007   | 0 (antagen)   | 79,9 ± 0,3° | 1,58 ± 0,05 RJ |